# Jerónimo Manrique de Lara y de Herrera
Jerónimo Manrique de Lara y de Herrera, O. de M. (1581 - 22 de junho de 1644) foi um prelado católico romano que serviu como bispo de Santiago de Cuba (1630–1644).

## Biografia
Jerónimo Manrique de Lara y de Herrera nasceu em Valladolid, Espanha, em 1581, e foi ordenado sacerdote na Ordem da Bem-Aventurada Virgem Maria da Misericórdia. A 7 de janeiro de 1630, foi nomeado bispo de Santiago de Cuba durante o papado do Papa Urbano VIII, tendo tomado posse a 30 de novembro de 1630. Serviu como Bispo de Santiago de Cuba até à sua morte a 22 de junho de 1644.